# 센텀 ON AIR
《김신식의 센텀 ON AIR》는 대한민국 부산광역시·경상남도 민영방송사 KNN의 라디오 KNN 러브FM(부산 FM 105.7MHz, 양산 FM 88.5MHz, 기장/정관 FM 89.3MHz 창원/김해/거제 FM 90.9MHz, 진주 FM 98.7MHz)에서 김신식의 진행으로 방송되었던 라디오 프로그램이다. 2018년 3월 25일 자로 2년만에 폐지되었다.

## 방송되는 코너

### 매일 코너
- 퀴즈로 풀어보는 키워드세상
- 투나잇송
- 김PD, 주파수를 맞추다

### 요일별 코너
- 월요일 : 대중문화 탐사
- 화요일 : 행복뉴스 한 잔
- 수요일 : 당신의 마음은 안녕하십니까?
- 목요일 : 사건의 중심
- 금요일 : 광수인가요: 주간핫이슈, 문화를 즐기자
- 토요일 : 호호당의 세상사 비밀코드
- 일요일 : 살면서 책 한 권

## 같이 보기
- KNN 러브FM